# Kivi-Reksaari
Kivi-Reksaari med Kovakynsi är en ö i Finland. Den ligger i Bottenhavet och i kommunen Raumo i den ekonomiska regionen  Raumo ekonomiska region i landskapet Satakunta, i den sydvästra delen av landet. Ön ligger omkring 33 kilometer sydväst om Björneborg och omkring 220 kilometer nordväst om Helsingfors. De båda delöarna, den större Kivi-Reksaari i söder och den mindre, Kovakynsi, i norr förbinds via ett smalt näs. Ön ligger endast någon kilometer söder om Olkiluoto kärnkraftverk, men på andra sidan kommungränsen.
Öns area är 1,63 kvadratkilometer och dess största längd är 2,4 kilometer i sydöst-nordvästlig riktning.

## Delöar och uddar
- Kivi-Reksaari 61°12′40″N 21°26′15″Ö / 61.2112°N 21.43754°Ö
- Kovakynsi 61°13′19″N 21°26′58″Ö / 61.22198°N 21.44932°Ö